# Free (Estelle)
Free è il secondo singolo della cantante britannica Estelle, pubblicato nel 2004 ed estratto dal suo primo album in studio The 18th Day.
Il brano vede la partecipazione di Megaman, rapper del collettivo So Solid Crew.

## Tracce
- CD 1 (UK)

1. Free (featuring Megaman)
2. Freedom (featuring John Legend)

- CD 2 (UK)

1. Free (featuring Megaman)
2. Freedom (featuring John Legend)
3. Change Is Coming

## Classifiche
| Classifica (2004) | Posizione raggiunta |
| ----------------- | ------------------- |
| Regno Unito       | 15                  |